# Église Saint-Pierre de Varzy
Pour les articles homonymes, voir Église Saint-Pierre.
L'église Saint-Pierre est une église catholique située à Varzy, dans le département français de la Nièvre, en France.
L'église est parfois appelée Saint-Pierre-aux-Liens, Saint-Pierre-les-Liens ou Saint-Pierre-ès-liens.

## Historique

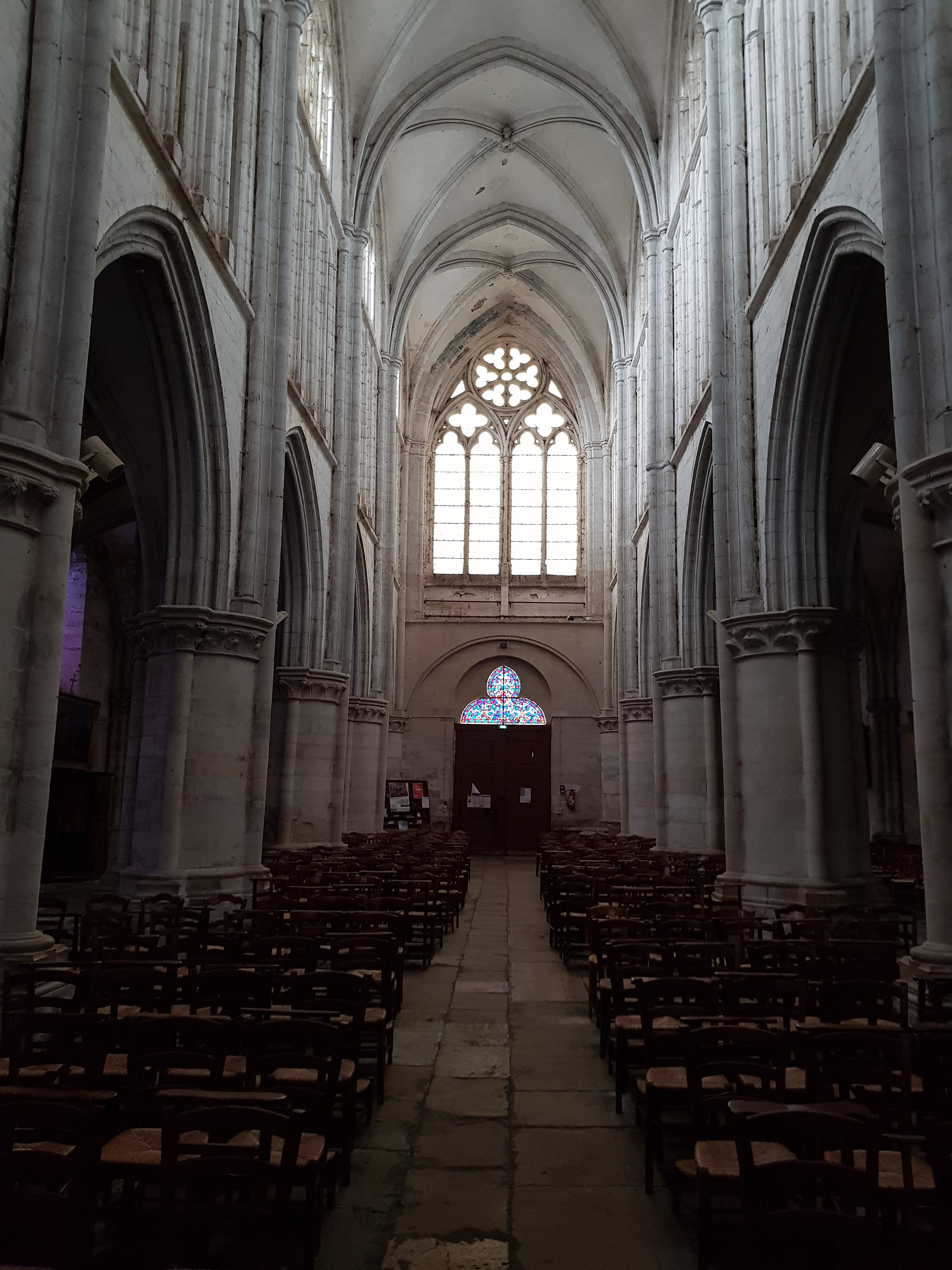
La nef.

Une église Saint-Pierre existait déjà bien avant le Xe siècle, puisque l'évêque d'Auxerre Gaudry (918-933) trouve à Varzy trois églises en ruines : Sainte-Eugénie, Saint-Pierre et Saint-Saturnin, et les fait entièrement rebâtir à ses frais.
Trois ans de vacance du siège épiscopal de 1084 à 1087 amènent un certain désordre dans les affaires de l'évêché. Nombre de laïcs prétendent à des droits sur l'église (offrandes, droits de sépulture, voire l'église entière). Le vénérable Humbaud, 51e évêque d'Auxerre (1087-1114), reprend Saint-Pierre des mains des laïcs.
En 1202 Hugues de Noyers (év. 1183-1206) fait don de la cure de Saint-Pierre au chapitre de Sainte-Eugénie de Varzy.
Selon la geste des évêques d'Auxerre, Guillaume de Grez (év. 1278-1295) aurait dédié Saint-Pierre de Varzy en 1280 ; cependant une inscription sur airain dans l'église contredit cette affirmation.
Unie au chapitre de Varzy par François Ier de Dinteville (év. 1513-1530), la cure de Saint-Pierre en est séparée de nouveau en 1660 par Pierre de Broc.
Au Moyen Âge, on cultivait beaucoup la vigne dans la région et 1/12e de la production allait aux chanoines. À Varzy, ces derniers stockaient leur vin dans la « cave banvin » située sous la place du Marché, devant le chevet de l'église Saint-Pierre.
L'édifice est classé au titre des monuments historiques en 1862.

## Architecture

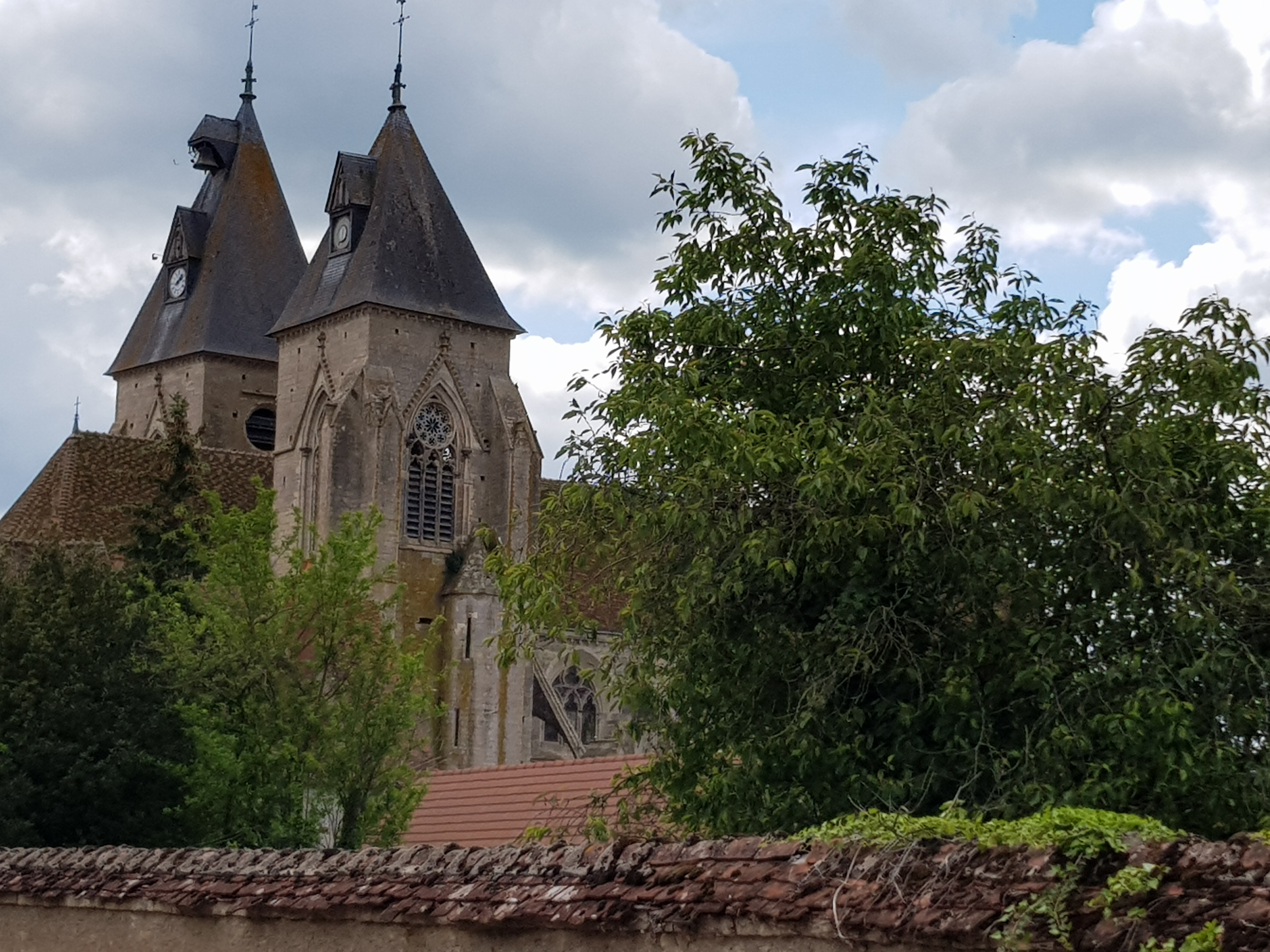
Clochers de l’église.

Édifice caractéristique de l'art gothique rayonnant, avec deux clochers, nef à trois étages et six travées.

### Mobilier
- Belle grille monumentale de 1730.
- Triptyque du XVIe siècle.
- Passion du Christ.
- Vie et martyre de Saint-Pierre, XVIIe siècle.
- Sculpture de Sainte Eugénie d'Alexandrie, en pierre polychrome du XVIe siècle. Elle provient de la collégiale Sainte-Eugénie de Varzy construite par saint Germain d'Auxerre (418-449)[réf. souhaitée], ainsi que le bras reliquaire et d'autres reliques et trésors récupérés lors de la destruction partielle de l'église Sainte-Eugénie en 1792. Elle porte la couronne des martyrs et un livre ouvert. Décapée et ayant retrouvé sa polychromie d'origine, elle a été présentée en 1979 à l'exposition d'art médiéval tenue à Bratislava. Elle a été classée MH (catégorie « objet mobilier ») en 1903[8].
- Placard dont les vantaux sont peints de scènes illustrant : La flagellation, la Passion, et des scènes de la vie de saint Pierre.
- Retable du maître-autel représentant la légende de sainte Eugénie[9].
- Les trésors provenant de la collégiale Sainte-Eugénie de Varzy furent volés en 2002[10]. Ils ont été retrouvés et installés dans l'une des deux sacristies datant de 1869, aménagée en pièce de haute sécurité en 1975[11].

## Visites
L'église est ouverte tous les jours.